# Ocimum transamazonicum
Ocimum transamazonicum là một loài thực vật có hoa trong họ Hoa môi. Loài này được C.Pereira mô tả khoa học đầu tiên năm 1972.